# Michałów Górny
Michałów Górny (prononciation : [miˈxawuf ˈɡurnɨ]) est un village polonais de la gmina de Warka dans le powiat de Grójec de la voïvodie de Mazovie dans le centre-est de la Pologne.
Il se situe à environ 15 kilomètres au sud-ouest de Warka (siège de la gmina), 22 kilomètres au sud-est de Grójec (siège du powiat) et à 58 kilomètres au sud de Varsovie (capitale de la Pologne).
Le village possède approximativement une population de 180 habitants en 2006.

## Histoire
De 1975 à 1998, le village appartenait administrativement à la voïvodie de Radom.